# Pilori de Couto de Esteves
Le pilori de Couto de Esteves (Pelourinho de Couto de Esteves en portugais) est situé sur la paroisse civile du même nom, Sever do Vouga, district d'Aveiro. 
Il est construit en granit. Sur une base de trois degrés quadrangulaires s’élève un fût hexagonal, presque cylindrique, sur lequel il est possible d'observer des cavités pour les plombs de la chaîne. Un chapiteau simple, en forme de sphère allongée, surmonte la colonne.
Ce pilori est adossé à l'ancienne mairie (Paços Municipais) et sa construction date du début du XVIe siècle.